# Kafue
Kafue – miasto w południowej Zambii, nad rzeką Kafue, na południe od Lusaki. Ośrodek przemysłu chemicznego, włókienniczego, metalurgicznego i papierniczego. W 2005 roku miasto zamieszkiwało 48 tys. ludzi. Według spisu ludności (Census of Population and Housing) z 2010 roku, Kafue ma 219 000 mieszkańców, z czego 108 939 to mężczyźni, a 110 061 to kobiety.